# Oscar Wilde Bookshop

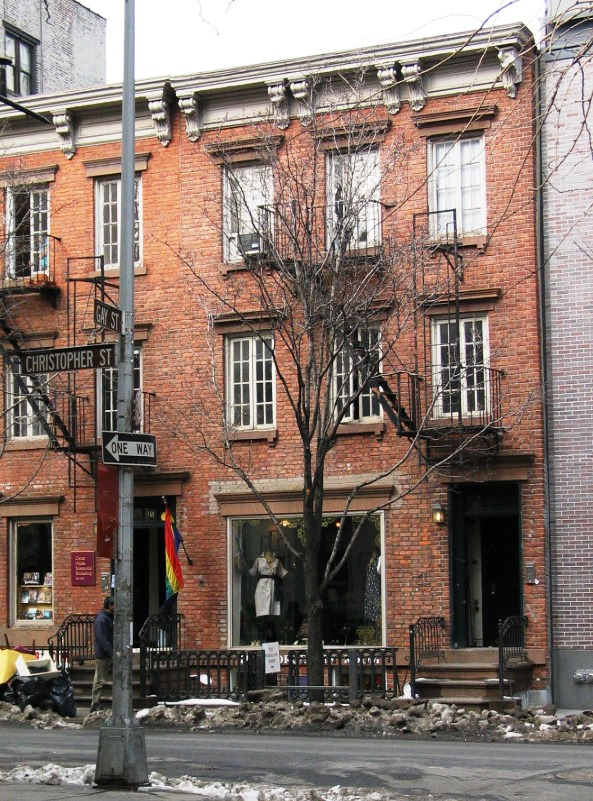
Budynek, w którym znajdowała się Oscar Wilde Bookshop

Oscar Wilde Bookshop jest pierwszą i najstarszą księgarnią poświęconą homoseksualnym autorom. Księgarnia została założona przez Craiga Rodwella w 1967 roku jako Oscar Wilde Memorial Bookstore. Jest ona zlokalizowana przy Christopher Street w Greenwich Village, w Nowym Jorku, w Stanach Zjednoczonych. Swoją nazwę zawdzięcza biseksualnemu autorowi – Oscarowi Wilde'owi.
Pomimo faktu, że gdy otwierano księgarnię możliwość zaopatrzenia jej była dość ograniczona, Rodwell nie zezwolił na sprzedaż pornografii, natomiast popierał sprzedaż pozycji wydanych przez twórców homoseksualnych.
Oscar Wilde Bookshop ze względu na finansowe trudności miała zostać zamknięta w styczniu 2003 roku. Wówczas Deacon Maccubbin, właściciel sieci księgarni Lambda Rising (również sprzedających pozycje związane z LGBT), kupił ją, aby zapobiec zamknięciu ważnego historycznie miejsca. W roku 2006 została ona sprzedana Kimowi Brinsterowi.
3 lutego 2009 roku Brinster ogłosił, że księgarnia zostanie zamknięta 29 marca tego roku, ze względu na wysoki spadek sprzedaży spowodowany kryzysem ekonomicznym.
Od tej pory Glad Day Bookshop w Toronto, w Kanadzie jest najstarszą istniejącą księgarnią sprzedającą twórczość homoseksualnych pisarzy.